# World Skate America – Rink Hockey
A World Skate America – Rink Hockey é o organismo que superintende o Hóquei em Patins americano. Faz parte da World Skate America.